# Rolf Funke
Rolf Funke (* 26. März 1910 in Chemnitz; † 17. Februar 1988 in Magdeburg) war ein deutscher Spielzeughersteller.

## Leben
Funke hatte den Beruf des Schlossers erlernt. Während des Zweiten Weltkriegs geriet er in sowjetische Kriegsgefangenschaft, aus der er 1946 entlassen wurde. Er eröffnete in der Magdeburger Sieverstorstraße am 1. August 1946 eine Tischlerei und stellte dort Möbel und Holzspielzeuge her. Nach etwa einem halben Jahr verlegte er das Geschäft an die Adresse Alt Westerhüsen 49 im Magdeburger Stadtteil Westerhüsen. Seine Wohnung befand sich gegenüber in der Hubertusstraße 1. Er firmierte unter der Bezeichnung Rolf Funke Spielwaren-Werkstätten. Auch die Bezeichnung Qualitätsspielwaren Rolf Funke wird genannt.

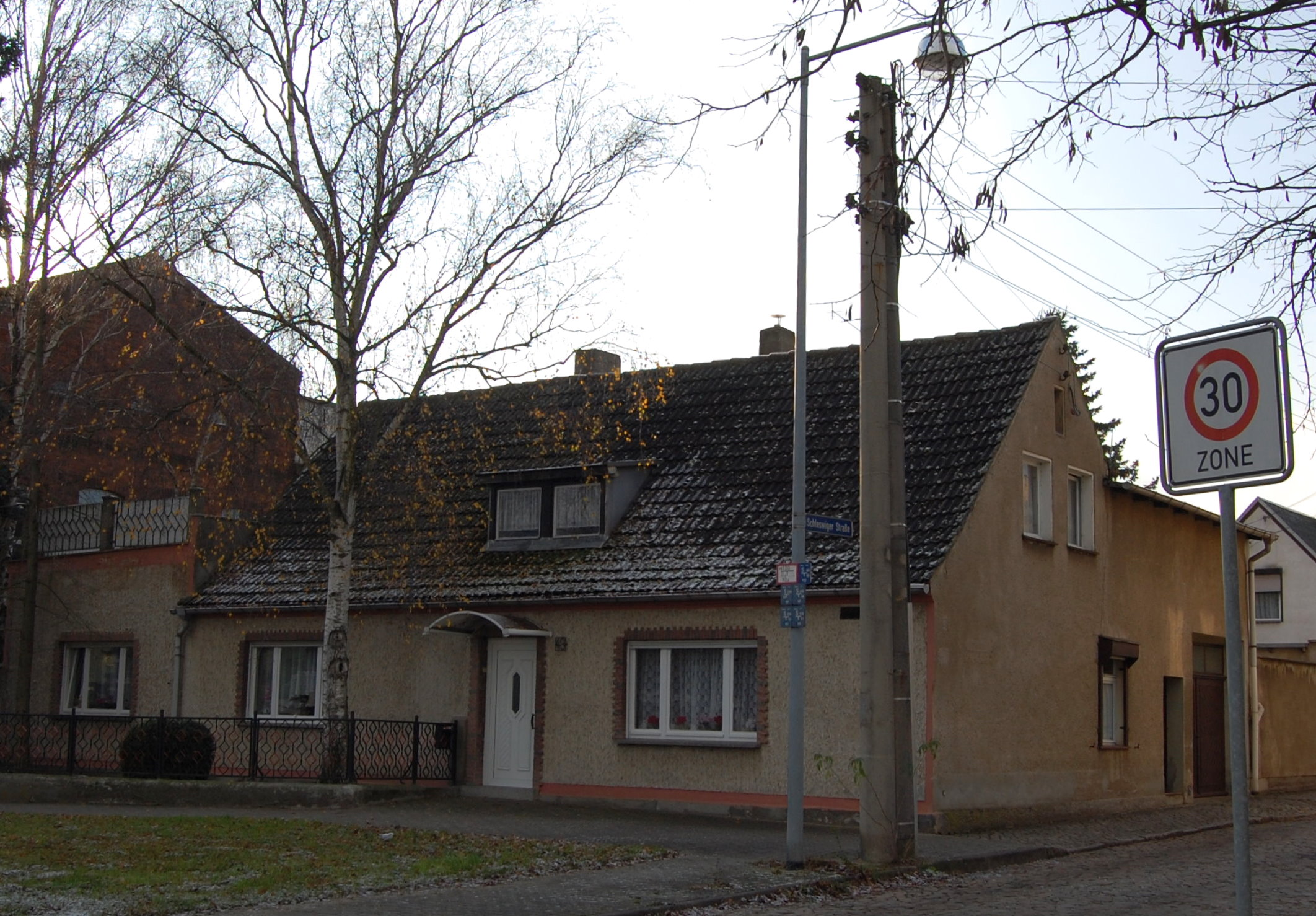
Produktionsstätte Alt Westerhüsen 49

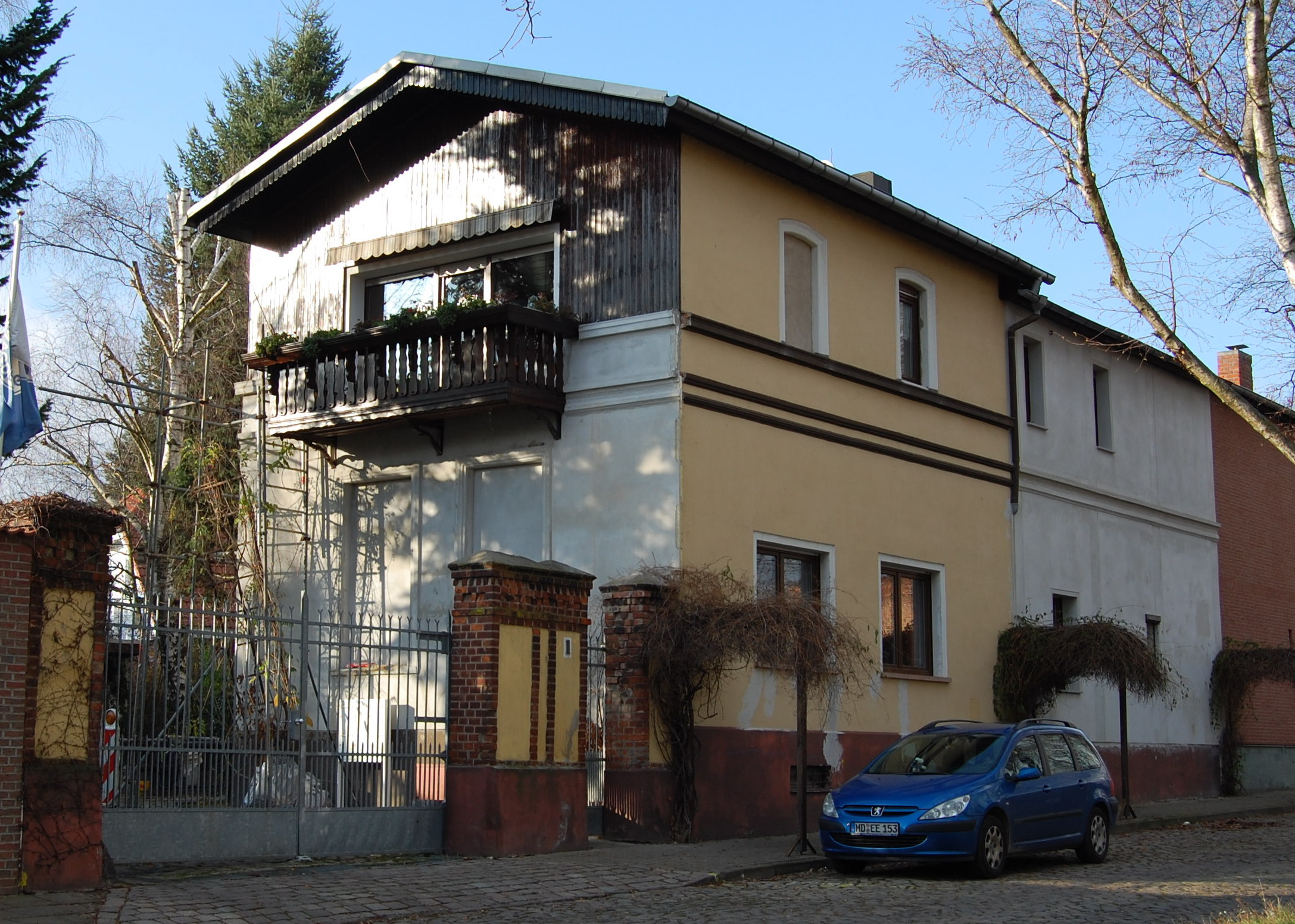
Hubertusstraße 1

Im Jahr 1949 stellte er, auf Empfehlung der Wirtschaftsabteilung der sachsen-anhaltischen Landesregierung, Spielzeuge auf der Leipziger Frühjahrsmesse aus. Ausstellungsexponat war ein aus Holz gefertigter Rummelplatz mit Karussells, Riesenrad, Luftschaukel, Eisenbahn und Traktoren mit Wohnwagen. Sein Angebot traf auf reges Besucherinteresse und führte zu vielen Bestellungen. Allerdings hielt die Landesregierung ihre Unterstützungszusagen nicht ein, so dass er erforderliches Material nicht beschaffen konnte. Im August 1949 musste er alle Mitarbeiter entlassen, es gelang ihm jedoch, den Konkurs abzuwenden. In der folgenden Zeit konzentrierte sich Funke nach und nach noch stärker auf die Spielzeugherstellung. Nach 1952 verschwand dann auch die Möbelproduktion aus seinem Firmenlogo.
Mit vier Exponaten bewarb er sich 1952 bei der Beispielschau „Gutgestaltetes sinnvolles Spielzeug“ in Leipzig. Während sein Straßenbahnreparaturwagen, Transportband und Ford-LKW für die Beispielschau auch ausgewählt wurden, lehnte die Jury den von ihm nach einem Vorbild eines Schreitbaggers des VEB Schwermaschinenbau Karl Liebknecht hergestellten Bagger als unpraktisch ab. 
Seine Modelle bildeten die Vorbilder möglichst originalgetreu im Maßstab 1:15 nach. Sie waren gummibereift und farblich gestaltet. Auch Wohnwagen oder Fahrzeuge des Fahrzeugbaus Bleichert Leipzig waren typische Modelle. Bis 1954 hatte sich der Betrieb vergrößert. Mehrfach wurde der Betrieb in der überregionalen DDR-Presse, wie der Berliner Zeitung und dem Neuen Deutschland, erwähnt.
Es folgten diverse Beteiligungen auch an internationalen Ausstellungen. Im Sommer 1954 stellte er in Peking aus und im Herbst 1955 auf der Ausstellung für angewandte deutsche Kunst in Moskau. Im August 1956 folgte eine Ausstellung in Budapest und danach in Oslo. Auch weiterhin fand eine Beteiligung an den Leipziger Messen statt. In der Folge ergaben sich viele internationale Anfragen aus Europa, Asien und Australien.
Als erster deutscher Spielzeughersteller baute Funke in seine Spielzeuge Elektromotoren ein. Motoren der Firma Piko kamen so 1956 in Wipp-, Raupen- und Autodrehkran sowie bei Feuerwehrdrehleitern zum Einsatz. Der Raupendrehkran verfügte über fünf Motoren und eine Kabelfernlenkung. Die Menge der benötigten Motoren führte jedoch zu Lieferengpässen der planwirtschaftlich gelenkten DDR-Wirtschaft. Piko konnte nicht in ausreichender Menge liefern. Der stellvertretende Ministerpräsident Fred Oelßner und sein Staatssekretär Kasten sagten Hilfe zu und wollten einen anderen Lieferbetrieb organisieren. Dazu scheint es letztlich nicht gekommen zu sein. In den 1960er Jahren waren die elektrisch betriebenen Spielzeuge aus Funkes Sortiment verschwunden.
Im Jahr 1959 absolvierte Funke seine Prüfung zum Meister des Spielzeughandwerks. Hierfür schuf er zwei Muster, eine Magirus-Feuerwehrdrehleiter mit Beleuchtung, elektrisch bewegbarer Leiter und Martinshorn und ein Tanklöschfahrzeug nach dem LKW IFA G5 des Kraftfahrzeugwerks „Ernst Grube“ Werdau. Der Wassertank des Fahrzeugs konnte unter Druck gesetzt werden, wodurch das Löschfahrzeug das Wasser bis zu fünf Meter weit spritzen konnte. Für die beiden Muster wurden Funke später Preise bis zu 2000 Mark geboten. Die Muster gingen später bei Funke auch in Serie, wobei auf die Zusatzfunktionen verzichtet wurde.
Mit dem Aufkommen des Plastikspielzeugs in den 1960er Jahren verlor das Holzspielzeug an Bedeutung. Rolf Funke produzierte nur noch für den Inlandsmarkt. Ein Teil seiner Produktion wurde ihm vom staatlichen Kontor für Unterrichtsmittel abgenommen. Vor allem Tisch- und Anbaukräne wurden von den DDR-Kindergärten gern gekauft.
1967 baute Funke das Modell des sowjetischen Muldenkippers BelAZ-540.
Mit Erreichen des Rentenalters gab Rolf Funke dann zum 15. April 1975 seinen Betrieb auf.
In seiner Werkstatt baute er von 1976 bis 1977 das Modell einer elektrischen Achterbahn mit sieben Wagen, die er 1982 an das Heimatmuseum Olbernhau verkaufte. Von 1979 bis 1981 schuf er einen elektrischen Autoscooter. 
Auch nach seinem Tode wurde sein Schaffen in Ausstellungen gewürdigt. So veranstaltete das Technikmuseum Magdeburg im Jahr 2009 eine Funke-Ausstellung.